# Enthymème
En rhétorique, l'enthymème est une figure de sens reposant sur un syllogisme et qui a reçu successivement deux significations.

## Définitions
Un enthymème est un syllogisme rigoureux, mais qui repose sur des prémisses seulement probables et qui peuvent rester implicites. 

## Histoire du concept
Pour Aristote, le nom d'enthymème est réservé à des déductions « tirées de vraisemblances et d'indices... Si elles sont connues, l'auditeur les supplée. ». Théophraste donnait la préférence à l’épichérème ; il a également utilisé la périphrase, une des règles de bienséance de l’enthymème, dont il a traité en rhétorique dans Préceptes de rhétorique, Des enthymèmes, Des exemples, Sur les preuves non techniques et Sur l’action oratoire. Selon Quintilien et Boèce, l'enthymème est un syllogisme dont on a supprimé l'une des deux prémisses ou la conclusion car la réalité de cette proposition est incontestable et de ce fait gardée dans l'esprit. Selon la Logique de Port-Royal, l'enthymème est un syllogisme parfait dans l'esprit mais imparfait dans l'expression, et constitue donc un accident de langage.
Marc Angenot, dont La parole pamphlétaire (1982) est considéré comme un ouvrage de référence en rhétorique de l'argumentation, définit pour sa part l'enthymème comme « toute proposition qui, portant sur un sujet quelconque, pose un jugement, c'est-à-dire intègre ce sujet dans un ensemble idéologique qui l'identifie et le détermine. » Explicitant cette définition, il ajoute : 

« Le discours enthymématique est donc composé d'énoncés lacunaires qui mettent en relation des sujets particuliers et des prédicats idéologiques universels et supposent une cohérence intertextuelle de l'univers du discours. L'enthymème est un maillon d'une chaîne de pensée organisée selon une stratégie générale d'ordre cognitif. »

## Les prémisses enthymématiques
L'enthymème repose sur un fait de langage nécessaire à une interaction efficace entre les humains : « On n'explicite jamais tout ce qu'on veut faire comprendre (…) parce qu'à partir d'une explication partielle, le reste peut être reconstitué comme allant de soi ».
L'enthymème est donc un raisonnement dont l'une des prémisses, c'est-à-dire une des étapes du raisonnement, est éludée car elle est tenue pour certaine. Cette certitude est humaine et non pas scientifique, et ne saurait donc relever d'une quelconque démarche épistémique. Selon la nature et l'origine de cette certitude, on distingue le tekmérion, l'eikos et le séméion.

### Letekmérion
Le tekmérion (du grec τεκμήριον, tekmérion, « signe de reconnaissance » d'où « preuve probante par le raisonnement ») est un indice sûr, celui qui est ce qui est et qui ne peut pas être autrement. Cette prémisse repose sur l'universalité de certaines expériences. Roland Barthes indique ainsi l'accouchement d'une femme comme tekmérion d'une relation sexuelle avec un homme.

### L’eikos
L’eikos (du grec εἰκώς, eikos, « semblable, convenable » d'où « vraisemblable ») est un indice basé sur le vraisemblable, « une idée générale que se sont faite les hommes par expériences et inductions imparfaites ». Notion capitale pour Aristote, l’eikos repose sur deux noyaux : 
- l'idée de « général » humain déterminé statistiquement par l'opinion du plus grand nombre ;
- la possibilité de contrariété, car si l'enthymème est perçu par le public comme un syllogisme certain, le vraisemblable admet par rapport à la science un contraire.

### Leséméion
Le séméion (du grec σημεῖον, « signe [précurseur], marque distinctive ») est un indice ambigu, moins sûr que le tekmérion : il est un signe dont la polysémie cesse selon un contexte d'autres signes concomitants. Roland Barthes indique comme exemple de séméion :
« Des traces de sang font supposer un meurtre, mais ce n'est pas sûr : le sang peut provenir d'un saignement de nez, ou d'un sacrifice. »
Un exemple d'enthymème : « Tout à coup un ivrogne traversa en zigzag le trottoir ; – et à propos des ouvriers, ils entamèrent une conversation politique. Leurs opinions étaient les mêmes, bien que Bouvard fût peut-être plus libéral. » (Gustave Flaubert, Bouvard et Pécuchet, chapitre I ; cité par Georges Bailly dans Flaubert et les socialistes - Pourquoi tant de haine ?, mémoire de maîtrise de lettres de l'Université de Rouen)